# Kirchhöfing
Kirchhöfing (I und II) sind als Bauerschaften Ortsteile von Stollhamm in der Gemeinde Butjadingen im Landkreis Wesermarsch.

## Geschichte
Zu Kirchhöfing gehören Burg, Rimmlingen, Gauwe, Lake und Mitteldeich. Die erste Schule in Kirchhöfing wurde im Jahr 1570 als Lateinschule eingerichtet, diese hatte 1855 59 Schüler. Das Kirchdorf Stollhamm mit der Pastorei, der Küsterei und der Hauptschule gehörte zur Bauerschaft Kirchhöfing.
Es gibt archäologische Funde der vorchristlichen Zeit aus Gauwe und am Schimmelpfennigsberg.

## Demographie
| Jahr | Einwohner |
| ---- | --------- |
| 1675 | 316       |
| 1750 | 254       |
| 1792 | 275       |
| 1815 | 308       |
| 1855 | 389       |
| 1895 | 433       |
| 1950 | 988       |
| 1961 | 571       |
| 1970 | 624       |